# Ferrari F2008
La Ferrari F2008 (numero di progetto 659) è la cinquantaquattresima monoposto costruita dalla casa automobilistica Ferrari per partecipare al Campionato del Mondo di Formula Uno.
Questo modello sostituisce la Ferrari F2007, la quale ha disputato il Campionato mondiale di Formula 1 2007 vincendo sia il Campionato mondiale piloti di Formula 1, grazie a Kimi Räikkönen, sia il Campionato mondiale costruttori di Formula 1.

## Presentazione
La vettura è stata presentata alla stampa il 6 gennaio 2008; il giorno successivo, portata in pista da Räikkönen, ha percorso 55 giri sulla pista di Fiorano ottenendo come miglior tempo 1'00"897 su pista umida e con gomme da bagnato.

### Livrea e sponsor
La livrea della nuova monoposto presenta poche differenze rispetto alla F2007: fatta eccezione per i numeri 1 e 2 sulla scocca, per gli inserti della Etihad Airways e per il 
leggero cambiamento dei codici a barre della Marlboro, la F2008 si presenta uguale all'antenata.

## Sviluppo

### Aerodinamica

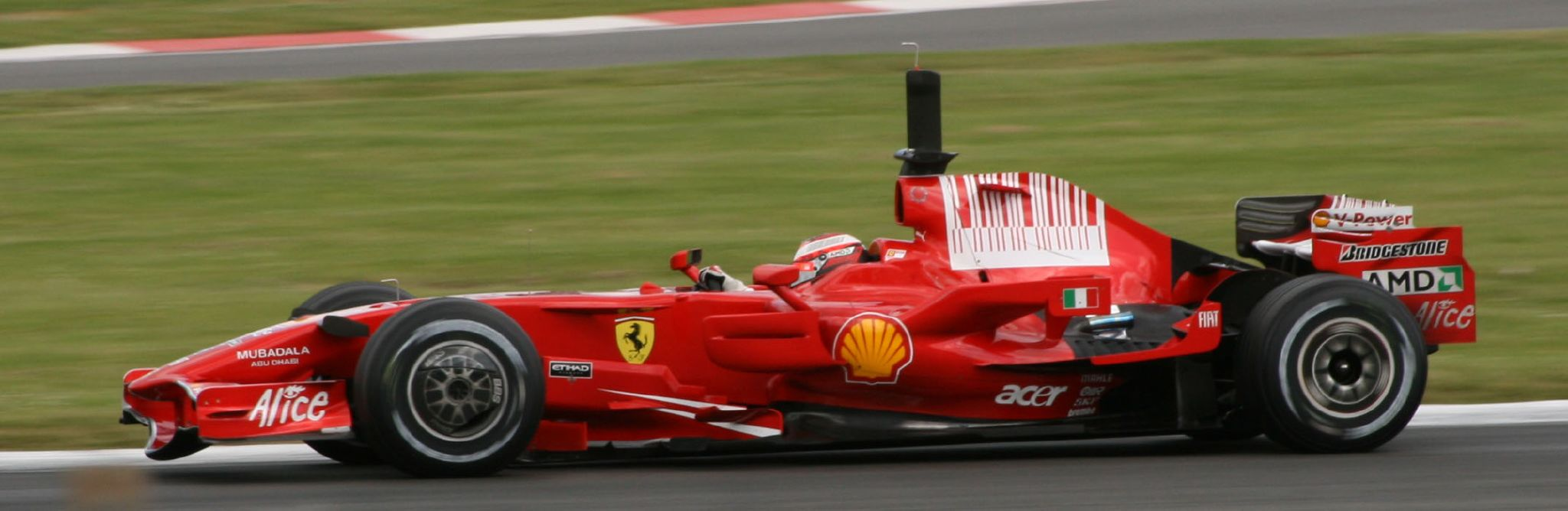
Vista laterale

Dal punto di vista aerodinamico la F2008 risulta abbastanza diversa dal modello precedente: le protezioni laterali per il casco del pilota risultano più alte mentre le pance e la conformazione sotto le gambe del pilota più rastremate. L'intervento alle protezioni laterali è dovuto alle nuove regole: il regolamento tecnico approvato dalla FIA ha imposto dei limiti per l'utilizzo dei materiali compositi, perciò l'auto risulta leggermente più pesante rispetto alla F2007. Rispetto alla F2007, inoltre, la F2008 è più bassa e più corta, dunque più reattiva: questa scelta tecnica da parte degli ingegneri di ridurre le dimensioni è dovuta all'esigenza di rendere più pronta la risposta della vettura, poiché il regolamento tecnico del 2008 vieta l'uso del traction control, ossia il controllo elettronico della trazione. Oltre al controllo di trazione va segnalata l'assenza del launch control, anch'esso un aiuto elettronico, utile in fase di partenza per non far pattinare le ruote motrici e dunque ottenere la massima accelerazione al via. Anche questo dispositivo è stato escluso dalle nuove normative tecniche.

### Motore
Lievi le modifiche apportate al propulsore, il quale utilizza la stessa volumetria ed architettura di quello dello scorso anno, dato che la FIA impone di non sviluppare nuovi motori fino al 2010. Da puntualizzare il fatto che questo motore, rispetto alla versione 2007, sia stato addolcito agli alti regimi, per ottenere la prestazione massima senza il controllo elettronico della trazione. Inoltre c'è da notare la particolarità dei nuovi carburanti, usati sia dalla Ferrari sia dalle altre squadre, imposti in modo tale che le nuove benzine rispettino le normative dell'Unione europea, e che il 5,57% del carburante sia derivato da biomasse.

#### Trasmissione
Per il secondo anno la Ferrari utilizza il seamless, che azzera i tempi di cambiata. Secondo il nuovo regolamento il cambio dovrà essere utilizzato per quattro gare.

#### F2008K
Qualche tempo dopo la conclusione del campionato 2008, la Ferrari ha iniziato ad eseguire dei collaudi in pista della vettura per la stagione 2009.
In realtà nulla era ancora definito, poiché l'auto per il 2009 non era stata ancora realizzata, ma essendo l'F2008 una vettura particolarmente competitiva, la casa del cavallino scelse di adoperarla come base di partenza per il nuovo progetto. In realtà tale scelta può essere considerata sensata, perché si partiva da un modello molto prestazionale e collaudato, ma al tempo stesso contrastava con i dettami del nuovo regolamento, che prevedeva dei vincoli molto stretti sulle appendici aerodinamiche, nonché l'introduzione del sistema KERS, per il recupero dell'energia, e anche l'utilizzo di gomme slick. In sostanza prevedeva una forte mutazione del mezzo.
Tra l'altro il KERS, venne testato già nel corso della stagione 2008, sul circuito iberico di Montmeló, ma sulla F2008 "canonica". L'11 novembre 2008, poco più di una settimana dopo il termine del campionato, la Ferrari fece dei test sulla pista di Fiorano, con la cosiddetta F2008K, guidata da Luca Badoer.
In realtà attorno a quest'auto, vi era un grande alone di mistero, poiché non apparvero fotografie che ne immortalassero l'aspetto (se non una apparsa su vari siti web), non se ne conoscevano le specifiche, e tantomeno i tempi sul giro, le tornate percorse ed eventuali problemi emersi durante il collaudo.
Venne reso noto però, che la K al termine della sigla F2008 stava ad indicare il fatto che utilizzava il sistema K.E.R.S., il quale (derivato da tecnologie aerospaziali) godeva di dimensioni molto contenute ed era locato in posizione centrale in basso alla scocca, in modo tale da ridurre l'altezza del baricentro dell'auto. Le batterie invece, pare siano state posizionate immediatamente dietro il sedile del pilota, creando non pochi problemi di smaltimento termico.
In tutto il nuovo sistema di recupero dell'energia cinetica pare pesasse tra i sette e gli otto chilogrammi che la casa dovrebbe riuscire a ridurre a cinque entro l'inizio della nuova stagione. A ogni modo, pare che il KERS per quanto presente sulla F2008K, non sia stato utilizzato, mentre altre fonti parlano di zavorre posizionate negli stessi alloggiamenti del KERS e delle batterie per simulare il comportamento dinamico della macchina con il sistema a bordo.
Per quanto concerne l'aspetto dell'auto, dall'unica foto apparsa, si nota chiaramente l'affinamento aerodinamico mirato all'ottemperanza delle nuove norme, poiché sono del tutto assenti i deflettori laterali immediatamente dietro le ruote anteriori, nonché le varie appendici antistanti l'abitacolo. Tuttavia rimaneva il bridge, una sorta di ala raccordata al muso sovrastante il flap portante dell'alettone anteriore, così come le ciminiere per lo sfogo dell'aria calda del motore e i candelabri davanti alle pance. Tutti congegni non tollerati dalle nuove regole.
Stessa questione per gli pneumatici, ancora muniti di scanalature longitudinali, anziché slick.

## Scheda tecnica
- Carreggiata anteriore: 1,470 m
- Carreggiata posteriore: 1,405 m
- Telaio: monoscocca a nido d'ape in fibre di carbonio e materiali compositi
- Trazione: posteriore
- Frizione: multidisco
- Cambio: longitudinale Ferrari, seamless, 7 marce e retromarcia (comando semiautomatico sequenziale a controllo elettronico)
- Differenziale: autobloccante
- Freni: a disco autoventilanti in carbonio della Brembo
- Motore: tipo 056
  - Num. cilindri e disposizione: 8 a V 90°
  - Cilindrata: 2 398 cm³
  - Potenza: 750 CV
  - Coppia : 27,5 kgm
  - Alesaggio: 98 mm
  - Corsa: 39,74 mm
  - Distribuzione: pneumatica
  - Valvole: 32
  - Materiale blocco cilindri: alluminio microfuso
  - Olio: Shell SL-1098
  - Benzina: Shell V-Power ULG 64
  - Peso: > 95 kg
  - Alimentazione: iniezione elettronica digitale Magneti Marelli
  - Accensione: elettronica Magneti Marelli statica
- Sospensioni: indipendenti con puntone a molla di torsione anteriore/posteriore
- Pneumatici: Bridgestone Potenza
- Cerchi: 13" BBS

## Piloti
- Kimi Räikkönen -  Finlandia - nº1
- Felipe Massa -  Brasile - nº2
- Luca Badoer -  Italia - collaudatore
- Marc Gené -  Spagna - collaudatore

## Carriera agonistica

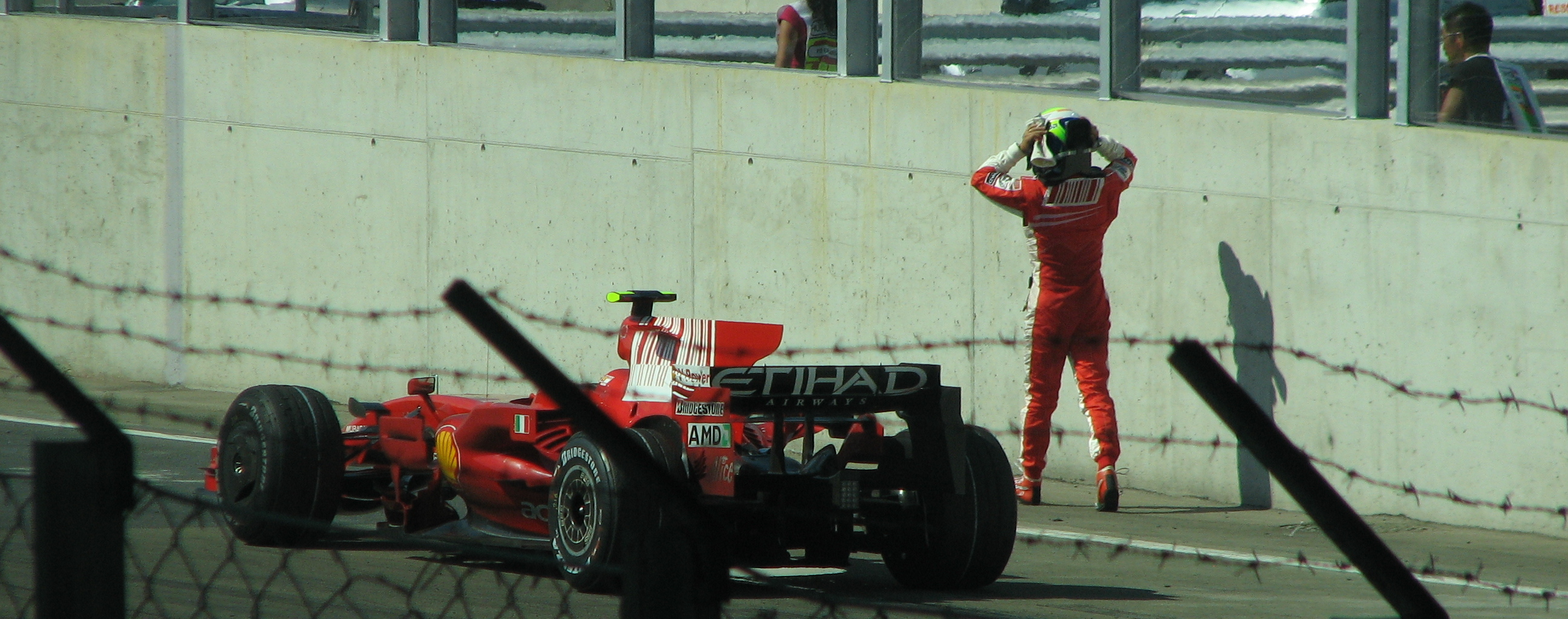
Il ritiro di Felipe Massa a tre giri dal termine del Gran Premio d'Ungheria, mentre conduceva agevolmente la gara: uno dei punti di svolta della stagione per quanto concerne la lotta al titolo piloti.

La prima gara disputata è il Gran Premio d'Australia, Melbourne il 16 marzo del 2008.
Nel corso della stagione la vettura si è dimostrata molto veloce, tanto che ha ottenuto più vittorie rispetto alle concorrenti delle altre scuderie. È stata particolarmente rapida nelle piste da medio carico aerodinamico e la sua forza risiedeva proprio nelle sue qualità fluidodinamiche. Infatti, a differenza della McLaren MP4-23, riusciva ad ottenere il massimo grazie alla qualità del progetto aerodinamico anziché dalla parte meccanica, punto forte della rivale che godeva di sospensioni molto avanzate. Per questo motivo, uno dei suoi punti deboli era il tempo impiegato per portare le gomme alla giusta temperatura d'esercizio.
Questo fattore portava a uno sfruttamento non ottimale delle coperture che dunque perdevano aderenza in uscita di curva quando i piloti acceleravano, facendogli perdere tempo. Inoltre, non riuscendo a godere di un buon grip, vi erano problemi anche in fase di frenata, poiché gli spazi d'arresto si allungavano e i tempi sul giro lievitavano ulteriormente. Anche in percorrenza di curva i problemi di aderenza si facevano sentire, generando un forte sottosterzo che innescava delle traiettorie molto ampie, soprattutto nelle curve più strette, anche questo deleterio nei confronti dei tempi cronometrati.
Tuttavia, in condizioni di pista calda o molto calda, ricca di lunghi curvoni in appoggio e con l'utilizzo di mescole degli pneumatici dure, l'F2008 era l'auto più veloce. Al termine della stagione, infatti, è risultata essere la vettura più prestante, tant'è che si è aggiudicata il campionato costruttori, il sedicesimo nella storia della casa.
Ha inoltre consentito a Felipe Massa di combattere per l'iride riservato ai piloti, poi sfumato all'ultima curva dell'ultimo giro del Gran Premio del Brasile, col pilota inglese Hamilton che superò Timo Glock, piazzandosi in quinta posizione e realizzando un punto in più rispetto al rivale carioca.
Tuttavia l'F2008 è stata vittima di alcuni problemi di affidabilità che hanno pregiudicato il mondiale dei suoi piloti.
I casi più eclatanti sono stati i problemi alla centralina elettronica di gestione del motore (di origine McLaren) che portò al ritiro di Felipe Massa nella gara inaugurale in Australia, così come le rotture di due bielle difettose nel Gran Premio d'Ungheria e nel Gran Premio d'Europa. Nel primo caso, questa rottura pose fine alla gara di Massa che conduceva in modo autorevole il Gran Premio e che, a tre giri dal termine, si ritirò per il suddetto problema (senza questo guasto avrebbe ottenuto dieci punti che lo avrebbero reso campione del Mondo). Nella seconda occasione invece, Räikkönen si ritirò mentre era in terza posizione.
Nell'arco della stagione poi, si sono verificati dei problemi gestionali e degli errori da parte dei meccanici che hanno compromesso il campionato dei due ferraristi. Tra gli errori dovuti al muretto, si può citare quello commesso in Gran Bretagna, quando l'auto di Massa fu impostata con un set-up per pista asciutta mentre la gara si svolse sotto un diluvio torrenziale. L'italo-brasiliano andò cinque volte in testa coda. Durante un pit-stop nelle qualifiche della stessa gara, i meccanici avvitarono male il dado di una ruota sulla macchina di Massa compromettendo le qualificazioni di Felipe che partì nono in griglia.
Ben peggiore l'errore commesso nel Gran Premio di Singapore, quando il responsabile delle operazioni ai box diede a Massa l'ok per ripartire dalla sua piazzola di sosta mentre i meccanici stavano ancora effettuando il rifornimento di carburante sulla sua vettura. Quando la sua F2008 ripartì, si trascinò dietro la tubazione della pompa della benzina che rimase incastrata nel bocchettone dell'auto. Il brasiliano si fermò all'uscita dei box e i suoi meccanici lo seguirono per rimuovere il tubo, ma il tempo perso fu tale da non consentirgli più di combattere per la gara (complice anche una penalità per la manovra pericolosa ai danni di Sutil). Prima della fermata ai box il brasiliano, che era partito in pole position, si trovava saldamente al comando della corsa. Nell'incidente rimase infortunato Antonio Timpini, il meccanico che si occupava di rifornire la vettura.

## Risultati in Formula 1
| Anno | Team             | Motore  | Gomme | Piloti    |     |     |   |   |   |   |     |   |    |   |     |     |     |   |     |   |   |   | Punti | Pos. |
| ---- | ---------------- | ------- | ----- | --------- | --- | --- | - | - | - | - | --- | - | -- | - | --- | --- | --- | - | --- | - | - | - | ----- | ---- |
| 2008 | Scuderia Ferrari | Ferrari | B     | Raikkonen | 8*  | 1   | 2 | 1 | 3 | 9 | Rit | 2 | 4  | 6 | 3   | Rit | 18* | 9 | 15* | 3 | 3 | 3 | 172   | 1º   |
| 2008 | Scuderia Ferrari | Ferrari | B     | Massa     | Rit | Rit | 1 | 2 | 1 | 3 | 5   | 1 | 13 | 3 | 17* | 1   | 1   | 6 | 13  | 7 | 2 | 1 | 172   | 1º   |

| Legenda | 1º posto     | 2º posto | 3º posto    | A punti         | Senza punti/Non class.  | Grassetto – Pole position Corsivo – Giro più veloce |
| Legenda | Squalificato | Ritirato | Non partito | Non qualificato | Solo prove/Terzo pilota | Grassetto – Pole position Corsivo – Giro più veloce |